# Imbosch
Imbosch – wieś w prowincji Geldria, w Holandii. Miejscowość leży na granicy dwóch gmin; Rozendaal i Arnhem. Wioska została założona w XVII wieku. Znajduje się tu też rezerwat przyrody o tej samej nazwie.